# Csoportkábel
A csoportkábel több mikrofonkábel egyetlen külső burkolatban elhelyezett változata. Feladata a sokcsatornás összeköttetés létesítése különböző hangtechnikai eszközök között - például a színpadi mikrofonfogadó (stage box) a stage splitter és a keverőpult között, vagy a hangváltó és az erősítők között.
Megkülönböztetünk analóg és digitális csoportkábelt.

## Az analóg csoportkábel
Az analóg csoportkábeleket érszámukkal jellemezzük. Az ér egy árnyékolóvezető által körülölelt vezetőpárt jelent a szimmetrikus jelátvitel kívánalmainak megfelelően. A csoportkábelek érszáma általában 8, vagy ennek egész számú többszöröse, ami azt jelenti, hogy egyszerre ennyi hangforrás jelét képes átvinni. A kábel vége lehet fixre szerelve, multicsatlakozóval ellátva, vagy minden egyes ér külön csatlakozóval szerelve. Ez utóbbit szokás "szoptató"-nak nevezni.

Előnye hogy passzív eszköz, ezért "mindig" működik, így a hibás csatornákat kihagyva a többi használható. Hátránya a hosszával arányos ohmikus ellenállás, valamit - tekintettel arra, hogy a hosszú párhuzamos vezető felfogható egy kondenzátor fegyverzeteként, vagyis egy párhuzamosan kapcsolt kapacitásként - kapacitív ellenállás, amelyek a jel szintesését és harmonikus torzulását okozzák. (Lásd: Meddő ellenállás.)

## A digitális csoportkábel
A digitális csoportkábel felépítését tekintve egy sokcsatornás AD/DA átalakító. Itt egy fizikai vezetőn halad át az összes csatorna jele - időben egymás után (soros átvitel). Ez a vezető lehet koaxiális kábel, vagy optikai kábel.

 Jellemzői a csatornaszám, a mintavételi frekvencia és a felbontás. Előnye a könnyű telepíthetőség, a rövid analóg jelút, valamint a galvanikus szétválasztás, hátránya pedig a csekély hibatűrés. Meghibásodás esetén gyakran nem csak egy-két csatorna esik ki, hanem az összes. További hátrány az analóg/digitális átalakításból származó kvantálási hiba.